# Anse-à-Veau (gemeente)
Anse-à-Veau (Haïtiaans-Creools: Ansavo) is een stad en gemeente in Haïti met 34.600 inwoners. De plaats ligt aan de noordkust van het schiereiland Tiburon, 105 km ten westen van de hoofdstad Port-au-Prince. Het is de hoofdplaats van het gelijknamige arrondissement in het departement Nippes.
De plaats Anse-à-Veau is gesticht in 1721. Nog in hetzelfde jaar werd het een gemeente.
Er worden sinaasappelen, limoenen, katoen, koffie en suikerriet verbouwd. Verder is er een vissershaven.

## Indeling
De gemeente bestaat uit de volgende sections communales:
| Nr. | Naam                 | Km²   | Inw.2015 |
| --- | -------------------- | ----- | -------- |
| 1   | Baconnois-Grand-Fond | 29,58 | 7.459    |
| 2   | Grande-Rivière-Joly  | 42,54 | 16.778   |
| 3   | Saut du Baril        | 31,11 | 10.376   |